# آرام‌اس کرمانیه (۱۹۰۵)
آرام‌اس کرمانیه (۱۹۰۵) (به انگلیسی: RMS Carmania (1905)) یک کشتی بود که طول آن ۶۵۰٫۴ فوت (۱۹۸٫۲ متر) بود. این کشتی در سال ۱۹۰۵ ساخته شد.